# Renaud Camus
Renaud Camus (ur. 10 sierpnia 1946 w Chamalières w departamencie Puy-de-Dôme) – francuski pisarz, diarysta i eseista. Jest m.in. autorem dziennika wydawanego od 1985 co roku. Zaangażowany politycznie, w 2002 utworzył partię polityczną „In-nocence”.

## Życiorys i wykształcenie
Pochodzi z prowincjonalnej, owerniackiej rodziny burżuazyjnej. Od 1992 mieszka w zamku Plieux w Gaskonii.

## Działalność polityczna
Sam będąc homoseksualistą uczestniczył w manifestacjach w maju 1968 roku w gronie aktywistów homoseksualnych (la composante homosexuelle). W wyborach prezydenckich w 1981 roku poparł François Mitterranda, natomiast w 2012 Marine Le Pen. W 2002 roku utworzył partię „In-nocence”, która liczyła około 100 członków.
Przed wyborami do Parlamentu Europejskiego w 2019 roku ogłosił, że wystartuje na czele listy pod nazwą « La Ligne claire », zgłoszonej przez mikropartię Siel  (Souveraineté, Identités et Libertés). W kampanii Camus potępia „masową imigrację i islamizację” oraz proponuje „remigrację”, to znaczy powrót imigrantów do ich krajów pochodzenia.

## Wybrane publikacje
- Renaud Camus: Le Grand Remplacement. Neuilly-sur-Seine: David Reinharc, 2011, s. 113. ISBN 978-2-35869-031-7.